# Ophiomyia lippiae
Ophiomyia lippiae är en tvåvingeart som beskrevs av Spencer 1966. Ophiomyia lippiae ingår i släktet Ophiomyia och familjen minerarflugor. Inga underarter finns listade i Catalogue of Life.